# Michael Bublé
Michael Steven Bublé (Burnaby, Brit Columbia, 1975. szeptember 9. –) ötszörös Grammy-díjas kanadai-olasz dzsesszénekes és színész.
Vancouveri halászcsaládból származik. Vancouverben és New Yorkban él.
2003-as lemeze (Michael Bublé) nagy sikereket produkált az Egyesült Államok slágerlistáin, Kanadában, Ausztráliában és Nagy-Britanniában bekerült a TOP 10-be. A 2004-es koncert DVD-je a Come Fly With Me felkerült a Billboard Music Video Charts listájára és az ausztráliai TOP 40 album listán is sikeresen szerepelt.
| „ | Egyszerűen imádok az emberek előtt állni. Nagyon fontos, hogy kapcsolatban legyél a közönségeddel. Kifizették a belépő díjat, azt akarom, hogy jól szórakozzanak. Ha sírni, nevetni, táncolni vagy kiabálni szeretnének, akkor tegyék nyugodtan, amit csak akarnak. Az én dolgom annyi, hogy elvarázsoljam őket. | ” |
|   | |   |

## Korai évei
Michael Bublénak van két fiatalabb lánytestvére: Brandee és Crystal, az utóbbi foglalkozása színésznő. Bublé nagyapja lemezeit hallgatta, amelyek nagy hatással voltak rá. „Fiatalkoromban a nagypapám volt a legjobb barátom. Ő volt az, aki a jazz egész világának ajtaját kinyitotta előttem, amit látszólag az én generációm mellőz. Habár én szeretem a Rock ’n’ Roll-t és a modern zenét, de valami varázslatos dolog történt velem, amikor a nagypapám először játszotta le nekem a Mills Brothers. A szöveg olyan romantikus volt, olyan valóságos éppen egy olyan dal, amit nekem szánt. Ez volt az a pillanat, amikor láttam a jövőmet. Énekes akartam lenni és tudtam, hogy ezt a fajta zenét akarom énekelni. Bublé-t nagyapja bátorította, hogy tanulja meg a „standard” dalokat, amiket annyira szeret. Még bátorította arra is, hogy vegyen részt Vancouver-ben egy tehetségkutató versenyen, amit meg is nyert, de utólag kizárták, mert még túl fiatal volt. De ő nem keseredett el, és 17 évesen megnyert egy kanadai tehetségkutató versenyt. A következő években további sikereket könyvelhetett el a zenei karrierjében.
Elvis-ként fellépett a Red-Rock-Diner-Show-ban és énekelt a Forever Swing musical-revue-ben. Láthattuk 1996-ban a Death Game egyik epizódjában. Egy sor független lemezt adott ki, köztük az egyiket nagyapja tiszteletére. Bublé és Eric McCornack a Here’s to Life című filmhez írtak zenét, és ezért Bublé 2000-ben kapott két Genie Award díjat.
| „ | Egy előadó, aki teljesen otthon van a színpadon. | ” |
|   |                                                  |   |

## Az esküvői énekes
Michael Bublének a zenei áttörést a Mack The Knife című dal hozta el, amit az akkori kanadai miniszterelnök Brian Mulroneys lányának, Caroline esküvőjén adott elő 2000-ben.
Mulroneys bemutatta David Fosternek – aki, már ekkor többszörös Grammy-díjas volt. Ezután egyenes út vezetett a lemezszerződéshez. Az első albuma – ami a saját nevét viseli- 2003-ban jelent meg olyan klasszikusokkal, mint a Fever, Moondance, The Way You Look Tonight, For Once In My Life (Van Morrison), You’ll Never Find Another Like Mine (Lou Rowes), How Can You Mend A Broken Heart (Bee Gees), Crazy Little Thing Called Love (Queen). Az első album nagy siker volt Kanadában, Ausztráliában és Nagy-Britanniában. Kanadában és Ausztráliában bejutott a TOP 10-be, Ausztráliában első lett. Bublé 2004-ben megnyerte a Juno-Awards a Legjobb Új Tehetség díját és jelölték még a legjobb album kategóriában is, de azt elvesztette Sam Roberts ellen. 2003-as év végén kiadott egy karácsonyi lemezt Let it Snow címen.A címadó dal nagy siker volt az ausztráliai toplistákon. Bublé kiadott egy koncert felvételt Come Fly With Me címmel, ami CD+DVD formában jelent meg 2004 áprilisában. A Come Fly With Me bekerült a Billboard Video Top 10-be.

## Sikert sikerre halmoz
Michael Bublé második nagylemeze az It’s Time nagyobb siker volt, mint az elődje (Michael Bublé). Világszerte a lemezeladások élvonalába került. A Billboard Jazz listáját 80 hétig vezette. Legismertebb dal a lemezről a HOME, amit Bublé, Alan Chang és Amy Foster-Gillies írt. A lemezen található egy fantasztikus duett Nelly Furtadóval, a Quando, quando, quando.
Az új lemeze a Call Me Irresponsible (2007) nemcsak feldolgozásokat tartalmaz, hanem két új szerzeményt is. De található még rajta két duett is a Boyz II Mennel és Ivan Linsszel.

## Színészet
Michael Bublé 2001-ben játszott a Óvakódj a szöszitől!-ben (Totally Blonde), Krista Allen-nel, Maeve Quinlan-nel, Brody Hutzlerrel. Michael Van-t a klubénekest alakítja. Ebben a filmben is sokat lép fel, mint énekes. A filmben többek közt elhangzik a Nice’n’Easy. Ezeket dalokat később (miután Michael híres lett) kiadták egy lemezen (Michael beleegyezése nélkül), aminek Totally Bublé a címe.
2003-ban játszott a The Snow Walker című filmben, amelynek főszereplője Barry Pepper.
Mindezek mellett láthattuk még az X-akták 1996-os 3. évadjának két részében (3x15 Piper Maru, 3x16 Az Apokrif könyvek), igaz csak egy-egy rövid jelenet erejéig.
Továbbá szerepelt a Las Vegas című sorozatban 2004-ben (2x04 Catch of the day), amelyben saját magát alakítja.

## Családja
Michael 2009 decemberében eljegyezte barátnőjét, Luisana Lopilato argentin színésznőt. A pár 2011. március 31-én Argentína fővárosában, Buenos Airesben összeházasodott. 2013 januárjában jelentették be, hogy első gyermeküket várják, márciusban már a neme is kiderült: kisfiú lesz. 2013. augusztus 27-én Vancouverben született meg a kisfiú, Noah Bublé.

## Albumok
| Év   | Album                    |
| ---- | ------------------------ |
| 2001 | BaBalu                   |
| 2002 | Dream                    |
| 2003 | Michael Bublé            |
| 2004 | Come Fly With Me CD/DVD  |
| 2004 | Let it Snow!             |
| 2005 | It's Time                |
| 2005 | Home                     |
| 2005 | Caught In The Act CD/DVD |
| 2007 | Call Me Irresponsible    |
| 2009 | Crazy Love               |
| 2011 | Christmas                |
| 2013 | To Be Loved              |
| 2016 | Nobody But Me            |
| 2018 | Love                     |
| 2022 | Higher                   |

## EP-k és egyéb albumok
- 1996 	First Dance
- 2003 	Totally Bublé
- 2006 	With Love (EP)
- 2007 	Let It Snow! (EP)
- 2013 To Be Loved
- 2016 Nobody But Me

## Slágerek
| Év   | Szám                                 | Album                          |
| ---- | ------------------------------------ | ------------------------------ |
| 2003 | "How Can You Mend a Broken Heart?"   | Michael Bublé                  |
| 2003 | "Kissing a Fool"                     | Michael Bublé                  |
| 2003 | "Let It Snow!"                       | Let It Snow!                   |
| 2003 | "The Christmas Song"                 | Let It Snow!                   |
| 2004 | "Spider-Man Theme (Junkie XL Remix)" | Spider-Man 2 / Babalu          |
| 2004 | "Sway"                               | Michael Bublé                  |
| 2005 | "Feeling Good"                       | It's Time                      |
| 2005 | "Home"                               | It's Time                      |
| 2005 | "Home" / "Song for You" 2            | It's Time                      |
| 2006 | "Save the Last Dance for Me"         | It's Time                      |
| 2007 | "Everything"                         | Call Me Irresponsible          |
| 2007 | "Me and Mrs Jones"                   | Call Me Irresponsible          |
| 2007 | "Lost"                               | Call Me Irresponsible          |
| 2007 | "Home" / "Song for You"              | It's Time                      |
| 2009 | "Haven't Met You Yet"                | Crazy Love                     |
| 2009 | "Crazy Love"                         | Crazy Love                     |
| 2009 | "Hollywood"                          | Crazy Love – Hollywood Edition |

## Turnézenekar tagjai
- Alan Chang – zongora
- Robert Perkins – dobok
- Dino Meneghin– Akusztikus basszusgitár, Elektromos basszusgitárok
- Craig Polasko – nagybőgő
- Justin Ray – trombita
- Mark Small – tenorszaxofon
- Jumaane Smith – fő trombita
- Nick Vayenas – harsona
- Rob Wilkerson – altszaxofon
- Jacob Rodriguez – baritonszaxofon
- Frank Basile – baritonszaxofon
- Josh Brown – harsona
- Bryan Lipps – trombita
- Rob Castillo – szintetizátor, gitár, ütőhangszerek

## Korábbi turnétagok
- Frank Basile – baritonszaxofon
- Massimo Biolcati – basszusgitár
- Lyman Medeiros – basszusgitár
- Jason Goldman – altszaxofon
- Randy Napoleon – gitár
- Peter Van Nostrand – dobok
- Bill Wysaske – dobok
- Paul Beattie[forrás?] – harmonika
- George Kavoukis – kolomp
- Sam Dechenne – trombita

## Filmek – kisebb szerepei
| Év   | Eredeti cím        | Magyar cím           |
| ---- | ------------------ | -------------------- |
| 1996 | Death Game         | -                    |
| 1996 | X-Files            | X-akták              |
| 2000 | Duets              | Tuti duók            |
| 2001 | Totally Blonde     | Óvakodj a szöszitől! |
| 2003 | The Snow Walker    | Egymásra utalva      |
| 2005 | Las Vegas          | Las Vegas            |
| 2005 | Da Kath & Kim Code | -                    |

## Díjak, jelölések
- 2010 – Grammy Awards – Az év legjobb hagyományos pop hangzású albuma "Michael Bublé Meets Madison Square Garden"
- 2008 – Grammy Awards – Az év legjobb férfi pop előadója "Everything"
- 2008 – Grammy Awards – Az év legjobb hagyományos pop hangzású albuma "Call Me Irresponsible"[2]
- 2007 – Grammy Awards – Az év legjobb hagyományos pop hangzású albuma "Caught in the Act"
- 2007 – Juno Awards – Juno rajongó választási díja
- 2007 – People's Choice Awards – Kedvenc alakítás – "Save the Last Dance for Me"
- 2006 – MuchMusic Video Awards – MuchMoreMusic Award "Home"
- 2006 – ECHO – Az év jazz produkciója "It's Time"
- 2006 – Grammy Awards – Az év legjobb hagyományos pop hangzású albuma "It's Time"
- 2006 – Juno Awards – Juno rajongó választási díja
- 2006 – Juno Awards – Az év dala "Home"
- 2006 – Juno Awards – Az év albuma "It's Time"
- 2006 – Juno Awards – Az év előadója
- 2006 – Juno Awards – Az év pop albuma "It's Time
- 2005 – World Music Awards – A világ legtöbbet eladó férfi előadó
- 2004 – Juno Awards – Az év albuma "Michael Bublé"
- 2004 – Juno Awards – Az év legjobb új előadója